# Eugène Burnand
Eugène Burnand (Moudon, 30 agosto 1850 – Parigi, 4 febbraio 1921) è stato un pittore svizzero.

## Biografia ed opere

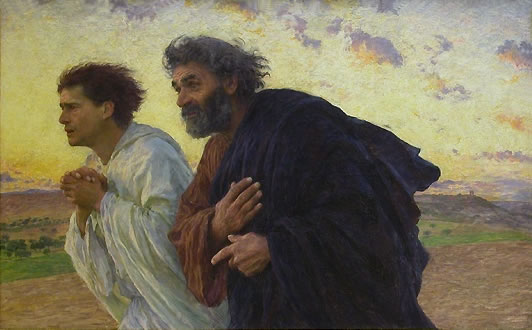
Les disciples Pierre et Jean courant au sépulcre le matin de la Résurrection, 1898, olio su tela, 82×134 cm, Museo d'Orsay, Parigi.

Burnand nacque il 30 agosto 1850 a Chateau Billens, di proprietà di suo nonno Charles Burnand, a Moudon, nel Cantone di Vaud, una regione di lingua francese a nord di Losanna. I suoi genitori, il (colonnello) Ėdouard Burnand e Henriette (nata Foltz) facevano parte dell'establishment protestante della città. Suo padre era un ispettore forestale che viaggiava considerevolmente, inventò il fucile Prélaz-Burnand nel 1859 ed era un pittore dilettante.
Viaggiò spesso con suo padre in tutto il Cantone di Vaud, in virtù dell'invenzione del padre, tant'è che la famiglia si trasferì a Firenze alla fine del 1860 dove suo padre fu incaricato di introdurre il fucile Prélaz-Burnand all'esercito toscano. 
L'esperienza italiana durò sette mesi.  Al ritorno, la famiglia risiedette a Schaffhouse, in Svizzera.
Su consiglio del padre (per poter avere un mezzo affidabile per guadagnarsi da vivere), intraprese gli studi di architettura Zurigo (1867-1870) diplomandosi alla Scuola superiore tecnica federale. Sentiva la pittura essere la sua vocazione, che iniziò a studiare recandosi a Ginevra, dove si scelse quale maestro Barthélemy Menn (1872).  Di tale periodo ci è nota la "Epagneul couché" in ceramica, terracotta (1869). 
Si unì all'atelier di Jean-Léon Gérôme presso École nationale supérieure des beaux-arts (1872), che riprese quella di Gleyre.  Si legò ai pittori del cosiddetto movimento naturalista, Pascal Adolphe Jean Dagnan-Bouveret e Jules Bastien-Lepage, così come con i pittori svizzeri Charles Vuillermet, Auguste Bouthillier de Beaumont (1842-1889), Alfred Henri Berthoud (1848-1906), Léo-Paul Samuel Robert (1851-1923), Charles Giron (1850-1914), Michel Maximilian Leenhardt, detto Max, che era suo cugino, Théophile Bischoff, Auguste Baud-Bovy e più in particolare con i fratelli Girardt, Jules, Léon, Eugene e i loro genitori, pittori e famosi incisori.  Con loro si stabilì a Versailles.
Nel 1873, viaggiò nel sud della Francia e nella Camargue, dopo essere stato da suo fratello a Montpellier, e da Leenhardt a Clapiers.  Di tale periodo è il dipinto "Ânes dans le Midi".
Nel 1874 dipinse "Lavandière à Seppey", "Les Glaneuses" e "Le Paysan", quest'ultimo visibile al Musée cantonal des beaux-arts de Lausanne.  Partecipò per la prima volta all'Exposition de la Société nationale suisse des beaux-arts Kunstverein.
Dal 1875, trascorse i mesi estivi nel Castello di famiglia di Sépey (Vulliens, cantone di Vaud).  Di tale anno è il primo disegno a carboncino, "Officier", oltre ai dipinti "Le Soir" (concours Calame a Ginevra, mention honorable), "Vue de la Villa Doria Pamphilij" e "Junge im Jardin des Tuileries".
Del 1876 è la prima illustrazione, apparsa a corredo di un articolo, sulla rivista "L'Illustration".
Nel 1877 visitò sia Firenze che Roma.  Al ritorno si ristabilì a Versailles, dove si sposò con Julia Girardt, acquarellista, figlia dell'incisore Paul Girardt, lì vivendo sino al 1884.  La nascita del primo di nove figli, André Eugène, allietò la vita della coppia. L'amico pittore Leo-Paul Samuel Robert dipinse loro un ritratto.
Nel 1878 dipinse "Bûcheron en prière" (dipinto durante la luna di miele nel Vallese ed esposta al Salon), l'acquerello "Le Loup de Gobbio" ed il carboncino "Chevaux" (ora reperibile all'Album Sargent Singer folio 24 (Musée du Louvre département des arts graphiques acquis en 1972 n°Inv RF 35693,27 provient de Mme de Pourtalès).
Nel 1879 realizzò la grande tela "La Pompe à feu" ed eseguì una seconda illustrazione, apparsa anche questa volta a corredo di un articolo, sulla rivista "L'Illustration".  Dello stesso anno è pure l'illustrazione apparsa sulla rivista "Le Tour du Monde".  Espose al Salon il dipinto "Bûcheron en prière".
Nel 1880 nacque il secondo figlio Franz Ernest, futuro medico e biografo del padre. Dipinse l'acquarello "Étude pour Mireille", ad illustrazione del volume di Frédéric Mistral, e le acqueforti "Les Vanniers au travail" e "Mireille", tutte realizzate per l'illustrazione del poema provenzale di F. Mistral.
Del 1881 è il dipinto "Bäuerin beim Füttern der Schweine".
Nel 1882 eseguì l'acquaforte "Portrait de Alphonse Daudet", ora al Musée de Compiègne, e l'illustrazione intitolata "Ferme Suisse", a corredo del volume "Les légendes des Alpes Vaudoises" di Alfred Ceresole.  Ricevette la menzione di terza classe per le acqueforti "Mireille" esposte al Salon del 1880.
Del 1883 è la stampa a punta secca "Paysanne du Valais", eseguita anche come acquaforte.  Più importante furono le sei illustrazioni (Le Photographe- Les petits pâtés - Les Vieux - Les étoiles - Un décoré du 15 août - Kadour et Katel) apparse sul libro "37 Contes choisis" di Alphonse Daudet, ricevendo la medaglia di terza classe.  Mostra personale a Zurigo.
Del 1884 è la stampa "Mireille" (ed. Hachette, Paris) in 25 incisioni, ripubblicata con 55 incisioni nel 1891. Dello stesso anno è il dipinto "Le Taureau dans les Alpes", esposto al Salon del 1885. 
Nel 1885 curò una installazione in Rue Pergolesi (Parigi).  Eseguì il disegno "François le Champi" ad illustrazione dell'opera di George Sand.
Nello stesso anno nacque il figlio Marcel.
Il famoso mercante d'arte Paul Durand-Ruel organizzò una mostra delle sue opere a New York, nel 1886. Nel medesimo anno dipinse "Le Faucheur", ora al Musée Eugène Burnand.  Espose al Salon la grande tela "Le Taureau dans les Alpes".
Nel 1887 nacque il figlio Max.  Dipinse la tela "L'Abreuvoir", ora al San Francisco Museum.
Nel 1888 nacquero i gemelli David Arnold e David, che diventerono pittori.  Nel medesimo anno Alphonse Daudet accettò l'illustrazione di 6 dei 37 racconti scelti (con 43 disegni originali e acquerelli). 
Fu nominato Presidente della Commission Suisse des Beaux-Arts all'Exposition universelle des Beaux-Arts di Parigi del 1889, ricevendo per il lavoro svolto, una medaglia d'oro di prima classe.
Nel 1890, dopo aver esposto negli Champs-Elysées, abbandonò la Société des artistes français, diventando membro della Société nationale des beaux-arts, che ha organizzò nello stesso anno, la Mostra nazionale nel Champ-de-March, esponendovi ed anche a Ginevra, Losanna, Neuchâtel, Montpellier e Toulouse.
Sempre nel 1890 illustrò il volume "L'Orphelin" di Urbain Olivier.
Produsse l'opera intitolata "Dans les Hauts pâturages" per la Nestlé.
Nel 1891 espose Panorama des Alpes Suisses, dipinto realizzato con il suo amico e compagno ginevrino Auguste Baud-Bovy, celebrando poi la nascita di Antony (Tony) Charles, il suo settimo figlio. 
Del 1892 è la tela di gigantesche dimensioni (17x11,5 m.) intitolata "Panorama des Alpes Suisses", che scomparve Forever nell'Atlantico quando tornò dalla Mostra di Chicago. In collaborazione con Auguste Baud-Bovy inaugurato a Parigi nel mese di febbraio, è stata esposta ad Anversa e Parigi prima di partire per gli Stati Uniti.
Nel 1893, fu fatto cavaliere della Légion d'honneur, e fece tutti partecipi alla gioia della nascita delle sue figlie gemelle, Henriette (Rita) e Mireille. 
Dello stesso anno sono i dipinti "Un Mousse" e "Méditation", ora al San Francisco Museum.
Del 1894 è il dipinto intitolato "La fuite de Charles le Téméraire", ora al Musée Eugène Burnand.  Il dipinto "L'Appel" è esposto al San Francisco Museum.
Sentendosi appagato finanziariamente, il 28 ottobre 1895 si trasferì con la sua famiglia allo Château de Fonfroide-le-Haut, vicino a Montpellier, decidendo di dedicarsi alla pittura religiosa, allora di nicchia, e meno appagante dal punto di vista lucrativo, promossa comunque dalla Maison Schulte.
Nello stesso anno sul soggetto intitolato "Alter Bauer", realizzò le variazioni di disegno a matita ed acquerello.  Eseguì a carboncino e gesso bianco, il disegno intitolato "Le Salon Carré du Louvre".  Fondamentale per la sua opera è il dipinto "La Prière Sacerdotale".
Del 1896 sono le illustrazioni al reportage intitolato "Bohémiens aux Saintes-Maries de la Mer" di Marie-Anne de Bovet, per la rivista "L'Illustration", oltre ai dipinti "Paysage Alpin" e "Le Novice".  Esposizione a Ginevra.
Nel 1897 si recò a Londra per negoziare la vendita di un progetto di illustrazioni basato su Pilgrim Voyage di John Bunyan, dove espose le sue opere alla Royal Academy, oltreché a Liverpool ed alla Carnegie Art Galleries di Pittsburg.
Dipinse nel 1898 "Les Disciples Pierre et Jean courant au sépulcre le matin de la Résurrection", una tela che ha avuto un grande successo al Salon, acquisita poi dal Musée du Luxembourg, ora al Musée d'Orsay.
Nel 1899 aderendo all'invito rivoltogli, incontrò gli storici dell'arte Hermann Grimm e Wilhelm von Bode, i pittori Max Liebermann e Ludwig von Hofmann. 
Nel 1900, membro della giuria dell'esposizione mondiale di Parigi, ricevette la medaglia d'oro di prima classe per la sua opera.
Sempre nello stesso anno, completò l'opera "Le Mont-Blanc vu de Clergère", adornante il plafond del soffitto della grande sala del ristorante Le Train Bleu, richiesta da Marius Toudoire, architetto della Gare de Lyon, su richiesta di Mr. Dervillé, direttore del PLM.
Dipinse anche "Maternité", ora al San Francisco Museum (tela rifiutata al Kinsthalle de Bâle nel 1913), "Invitation au festin", e "La Première Communion", quest'ultimo ora al Metropolitan Museum of Art di New York.
Fu presente all'Exposition Universelle di Parigi ed all'Exposition des Peintres de Montagnes, sempre a Parigi.
Visitò Firenze con la sua famiglia a Firenze, e tornato a Fonfroide-le-Haut nel 1901, espose a Londra "La Prière sacerdotale", senza successo di pubblico e critica. 
Nel 1903, fece amicizia con la famiglia Jéquier de Pierre, originaria di Neuchâtel, che alla fine lo persuase a ritornare in Svizzera.  Lasciò Montpellier, e prese possesso dello Château de Hauterive, vicino a Neuchâtel. Vendette la l'opera L'Invitation au festin, cominciando la realizzazione di una grande opera di ispirazione religiosa, La Voie douloureuse. illustrando le parabole.  Partecipò all'Exposition nationale suisse des beaux-arts di Losanna.
Del 1905 è il dipinto "Portrait einer jungen Frau im weissen Kleid".
Del 1906 è il dipinto "Portrait de ma mère", esposta al Salon de la Société nationale des beaux-arts.
Del 1907 è il dipinto "Le Samedi-Saint", ora al Musée des beaux-arts de La Chaux-de-Fonds.  La tela fu rifitata dal Salon di Kinsthalle de Bâle nel 1913.
Nel 1908, con la tecnica mista di carbone, gesso nero, pastello, realizzò "Buried Treasure", ora al Musée de Institute of Arts de Minneapolis, e con la medesima metodica "Der Schweinehirt".
Nello stesso anno realizzò 61 disegni e 16 tavole fuori testo a corredo di "Les Paraboles" di Eugène Burnand, ed. Berger-Levrault.
In qualità di membro della giuria della Exposition nationale suisse des beaux-arts di Losanna, fu attaccato sul piano personale da Gustave Jeanneret e Ferdinand Hodler. 
Nel 1909 la Banque nationale suisse diede a Burnand la commessa per la realizzazione del disegno "Tête de femme", apparsa sulla parte sinistra (con colori rosso e bruno) delle banconote da 500 franchi, e (con colori viola ed arancio) delle banconote da 1.000 franchi, (2ª serie), emesse nel 1911-1912, e rimaste in circolazione fino al 1978. 
In tale anno realizzò la tela intitolata "Le Samedi Saint".
Del 1911 è la realizzazione a disegno e ad acquarello del soggetto intitolato "À l'étable". Dello stesso anno sono i "Cartons pour vitraux", realizzati per la chiesa parrocchiale di Herzogenbudsee a Berna, ed esposti al Salon.
Del 1912 è il disegno ad acquarello "Vache dans un pré".  In tale anno fu nominato quale Membre correspondant de l'Institut de France.
Nel 1913, ricevette l'incarico dall'editore Dent and Son Louches, per l'illustrazione dei "Petites fleurs de saint François d'Assise".
Eletto Presidente della Société helvétique, tornò al Château de Seppey a Vulliens, dove ereditò i possedimenti dai suoi genitori. 
Nel 1914 espose a Berna.
Nel 1915, dipinse una serie di ritratti, disegni a pastello ("Faces et profils de chez nous"), raffiguranti volti e profili di persone, che espose per una mostra.  Il locale dell'esposizione artistica, andato a fuoco, lo costrinse a rifare i disegni. 
Dello stesso anno sono i dipinti "Le Labour dans le Jorat", "La Gardeuse de moutons" (Musée de Grenoble), "Le village de la Celle-sous-Moret" (Musée Metropolitan Museum of Art), "Saint-François d'Assise et ses moutons", "'Homme de douleur", "Le retour de l'enfant prodigue", "Lessiveuse" (Musées des beaux-arts de San Francisco), "Au Couvent" (Musée des beaux-arts de San Francisco USA), "Waldrand mit Ziegen" e "Rounding up the herd".
Nel 1917, in occasione di soggiorni a Marsiglia e Montpellier, abbozzò 100 ritratti di soldati alleati, provenienti da tutti i continenti ("Types de soldats alliés ayant participé à la Guerre des nations"), offerti dall'americano William Nelson Cromwell nel 1924 al governo francese e depositato nel Musée de la Légion d'honneur.
Dello stesso anno sono il disegno ad acquerello e carbone "Musiciens Juifs Tunisiens", la stampa litografica "Un Soldat", la litografia intitolata "Sous-Officier écossais", la litografia "L'Alcool tue", ed il disegno eseguito con mina in piombo "Homme debout vu de dos".
Nel 1918, a Parigi, preparò un progetto per un doppio pannello destinato ad una la Chiesa di Zug (Svizzera).  Tuttavia, problemi cardiaci vennero a ritardarlo nel suo lavoro, quando il 25 ottobre 1919 il suo laboratorio in Rue de Assas fu devastato dal fuoco, distruggendo molte delle sue opere. 
Nel 1919 fu creato Officier de la Légion d'honneur.
Nel 1920, realizzò a corredo del testo il disegno intitolato "Les petites fleurs" in relazione all'opera di San Francesco d'Assisi.
Morì di polmonite nella sua casa parigina il 4 febbraio 1921 alle 9 di sera.  Sua moglie, esausta, non poté essere presente al suo funerale, e si unì a lui nella tomba cinque settimane dopo. Entrambi sono sepolti nel cimitero di Vulliens, con diversi membri della famiglia. 
Suo figlio, René Burnand, che convinse le autorità del Cantone di Vaud a trovare un luogo permanente per esporre le opere di suo padre che il curatore del Musée cantonal des beaux-arts di Losanna aveva fatto a conservare in cantina, non trovandoli a il suo gusto. 
L'opera più conosciuta di Burnand è Les disciples Pierre et Jean courant au sépulcre le matin de la Résurrection (I discepoli Pietro e Giovanni accorrono al sepolcro la mattina della Resurrezione) realizzato nel 1898 e conservato al Museo d'Orsay di Parigi.

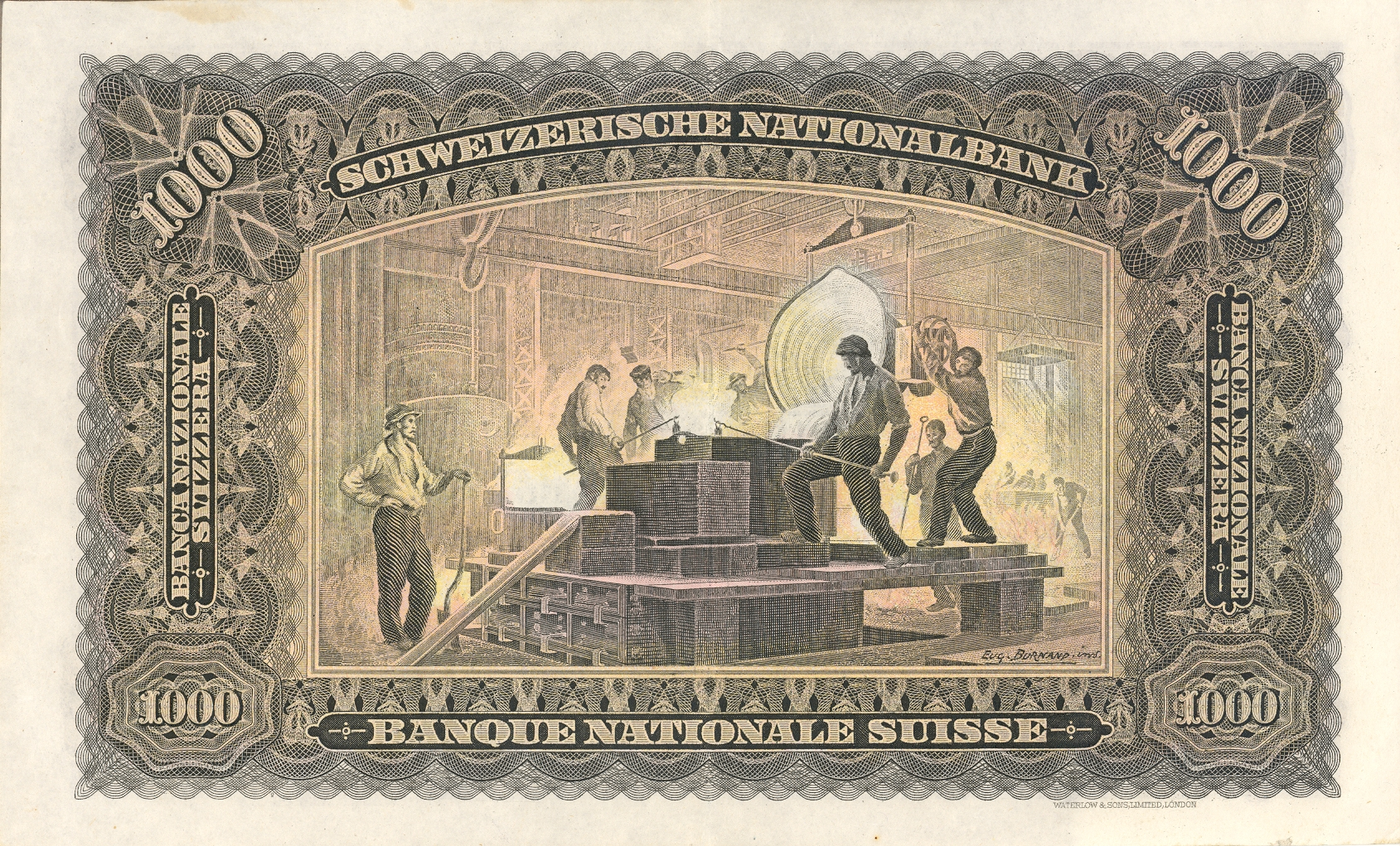
Retro della banconota da 1000 franchi del 1911.

Tra il 1907 e il 1912 alcune illustrazioni di Burnand e di Ferdinand Hodler furono utilizzate per la seconda serie delle banconote della Banca Nazionale Svizzera.

## Opere
- 1876 - " Quelques dessins de Millet " d'Eugène Burnand, Bibl Universitaire et revue suisse Tome:LVI PP.496–502
- 1883 - " Légendes vaudoises " de Alfred Cérésole (1842-1891) Illustration d'Eugène Burnand in4° 51 dessins de l'artiste dont 6 bois en pleine page (dont 4 sur planches non comprises dans la pagination par Théodore Girardet, qui a gravé l'ensemble sur bois)
- 1887 - " En Camargue " Les Lettres et les Arts revue illustrée n° 1887 pp. 226-232
- 1898 - " Quelques réflexions sur la beauté " Extrait de l'Annuaire des Universités chrétiennes de la Suisse romande Lausanne Imp Viret-Genton 1898
- 1898 - " Lettre sur le Pont Eloi " Gazette de Lausanne 27/12/1897 et 10/02/1898
- 1903 - préface du livre de Fatio Guillaume: " Ouvrons les yeux, voyage esthétique à travers la Suisse " Édt Atar 1903 illustration de J.J. Redmond, A Pellegrini, C. Robina
- 1903 -1904 - " Notes sur l'Art religieux italien " Lausanne Association Chrétienne suisse d'étudiant P.1-30 (ISBN 2-88295-469-7)
- 1904 - " L'Art religieux italien " Conférence prononcée par Eugène Burnand à Montpellier, Lausanne et Paris en 1902 et 1903
- 1914 - " Le Sermon sur la Montagne " Illustration de E. Burnand d'après les cartons originaux composés pour les verrières de l'église de Herzogenbuchsee (Suisse) chez Berger-Levrault 1914,XLVIII,57p demi-chagrin 4to Illustrations en trichromie tirage à 1000ex N°
- 1922 - " Les Alliés dans la Guerre des Nations " avec 100 portraits de types militaires au pastel et crayon, fac similé en héliogravure chez Crété à Paris